# Caroline Hodgson
Caroline Hodgson, känd som Madame Brussels, född 1851, död 1908, var en australisk bordellägare. Hon drev en berömd bordellkedja i Little Lon i Melbourne mellan 1874 och 1907. Hon blev en symbol för bordellverksamhet när hon tvingades stänga sina bordeller efter en berömd rättsprocess 1906-07, under en tid när bordellväsendet blev mindre accepterat i samhället. 